# The Conspiracy of Pontiac; or, At Fort Detroit in 1763
The Conspiracy of Pontiac; or, At Fort Detroit in 1763 è un cortometraggio muto del 1910 diretto da Sidney Olcott.
Pontiac (1720-1769) fu un condottiero nativo americano.

## Produzione
Il film fu prodotto dalla Kalem Company.

## Distribuzione
Distribuito dalla General Film Company, il film - un cortometraggio di una bobina - uscì nelle sale cinematografiche USA il 21 settembre 1910.